# 昆明犬
昆明犬是优良定型警犬犬种，共有三种颜色品系：黑背、草黄和狼青。自1960年由昆明警犬培训基地警官以1950年代起从苏联和东德引进的东德牧羊犬为蓝本，经约45年的精心培育而成的一个新的优良品种犬。
昆明犬也叫做狼犬，黑背昆明犬像德国黑背，但在某些方面比后者更加出色。它对高原的气候条件、严寒酷暑都有较强的适应能力。
黑背昆明犬的毛色为背部黑色腹部稻草黄。头大、颈短、腹围较大，四肢发达躯体粗壮。容易进入兴奋状态，利于工作，但性情凶猛，表现出攻击性强、脾气暴躁等特点。
草黄昆明犬的毛色为草黄色，体型稍小。眼球棕黄色。 耐力好，在搜查行动中表现出很强的追踪能力。
狼青昆明犬的毛色为狼青色。头部小而嘴细长，肌肉结实。能根据警官发出的命令做到令行禁止，在鉴别、追踪、扑咬三个方面工作能力突出。
现在的昆明犬由公安部昆明警犬基地（位于昆明市北区黑龙潭）培育，为禁毒、探雷、气味鉴别、地震救援、巡警、治安、边防工作培训昆明犬。

## 使用國
- 中华人民共和国
  -  香港 - 惩教署
- 越南
- 緬甸部分地区
  -  佤邦
  -  掸邦东部第四特区